# Klykstjärtad stormsvala
Klykstjärtad stormsvala (Hydrobates leucorhous) är en fågel i familjen stormsvalor som förekommer både i Stilla havet och Atlanten. Arten minskar relativt kraftigt i antal, så pass att den numera anses vara utrotningshotad.

## Utseende
Klykstjärtad stormsvala är 18–21 centimeter lång och har ett vingspann på 45–48 centimeter. Könen är lika och precis som andra pelagiska fåglar har den en rörformig tub på ovansidan av näbben. Den är klart större än stormsvalan, som den liknar ytligt med sin mörka fjäderdräkt och vita gump. Den flyger fladdrande men med djupa vingslag, och trippar på vattenytan när den plockar upp plankton från havet.
Den skiljer sig från stormsvalan genom sin större storlek, kluvna stjärt, snarare gråaktigt ansikte istället för svart, annorlunda mönster på gumpen och annorlunda beteende vid flygning. Dess större täckare är ljusare grå vilket resulterar i att, när den med utspärrade vingar vänder upp ryggen, ser det ut som att den har en ljus halvcirkel på ovansidan.

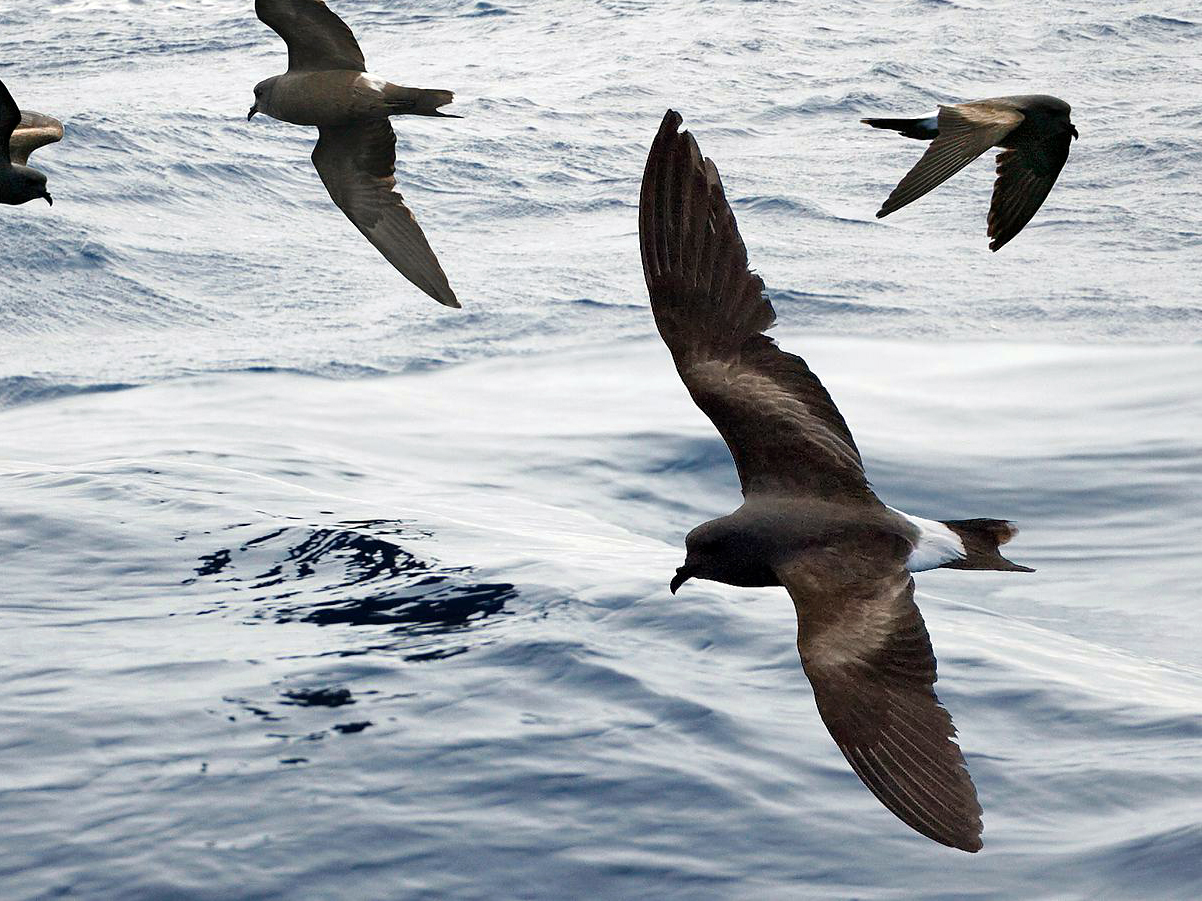
Kollage med bilder av klykstjärtad stormsvala.

## Utbredning och systematik
Klykstjärtad stormsvala häckar på oåtkomliga öar, främst på Norra halvklotet i de kallare norra delarna av Atlanten och Stilla havet, från Japan till Mexiko, inklusive Aleuterna, Alaska och Kanada i Stilla havet, och i nordöstra Nordamerika, norra Storbritannien och Norge i Atlanten. Den förekommer också i mindre antal som häckfågel utanför Sydafrikas kust. Utanför häckningstid förekommer den pelagiskt över stora delar av Stilla havet och Atlanten. Den håller sig då främst på norra halvklotet men i Atlanten förekommer den så långt söderut som till Brasiliens sydkust och utmed Afrikas väst- och sydkust.
Klykstjärtad stormsvala delas idag upp i två underarter:
- 'vanlig klykstjärtad stormsvala[5] Hydrobates leucorhous leucorhous (inkl. beali) – häckar på öar i norra Atlanten och Stilla havet samt utanför Sydafrikas kust
- Hydrobates leucorhous chapmani – häckar på ögruppen San Benito och på Los Coronados utanför västra Mexiko

Ibland har underarten leucorhous delats upp i ytterligare en underart, beali, men detta har inte stöd i den samtida forskningen. Till arten fördes tidigare även vinterguadalupestormsvala (H. cheimomnestes) och sommarguadalupestormsvala (H. socorroensis), som häckar på vintern kontra sommaren på Guadalupeön utanför västra Mexiko, men dessa behandlas numera som egna arter.

## Släktestillhörighet
Tidigare placerades arten i släktet Oceanodroma. DNA-studier visar dock att stormsvalan (Hydrobates pelagicus) är inbäddad i det släktet. Numera inkluderas därför arterna Oceanodroma i Hydrobates, som har prioritet.

### Klykstjärtad stormsvala i Sverige
I svenska vatten är den en regelbunden men sällsynt gäst och påträffas mycket oftare än stormsvalan. Det ses årligen ett antal klykstjärtade stormsvalor, främst utmed Skånes, Hallands och Bohusläns kuster. Den har även observerats i inlandet, men då handlar det oftast om fynd av döda individer efter mycket kraftiga stormar. Den observeras mycket sällsynt i Östersjön och har förekommit ända upp i Bottenviken.
De äldsta kända fynden i Sverige utgörs av två döda individer. Den ena återfanns vid Sege å i Skåne 17 december 1863 och den andra i Kampenhofs trädgård i Uddevalla, Bohuslän den 1 januari 1866. Det råder vissa tvivel kring det äldsta fyndet ifrån Skåne, och då exemplaret inte finns bevarat går det inte med säkerhet att säga vilket fynd som är äldst.

## Ekologi
Klykstjärtad stormsvala häckar i kolonier nära havet och har sitt bo i hålor bland klippor, där den lägger ett enda vitt ägg. Den är strikt nattaktiv på häckningsplatserna, bland annat för att undvika predation från måsar och labbar. Den undviker till och med att komma i land klara månskensnätter. Den är dålig på att gå. 

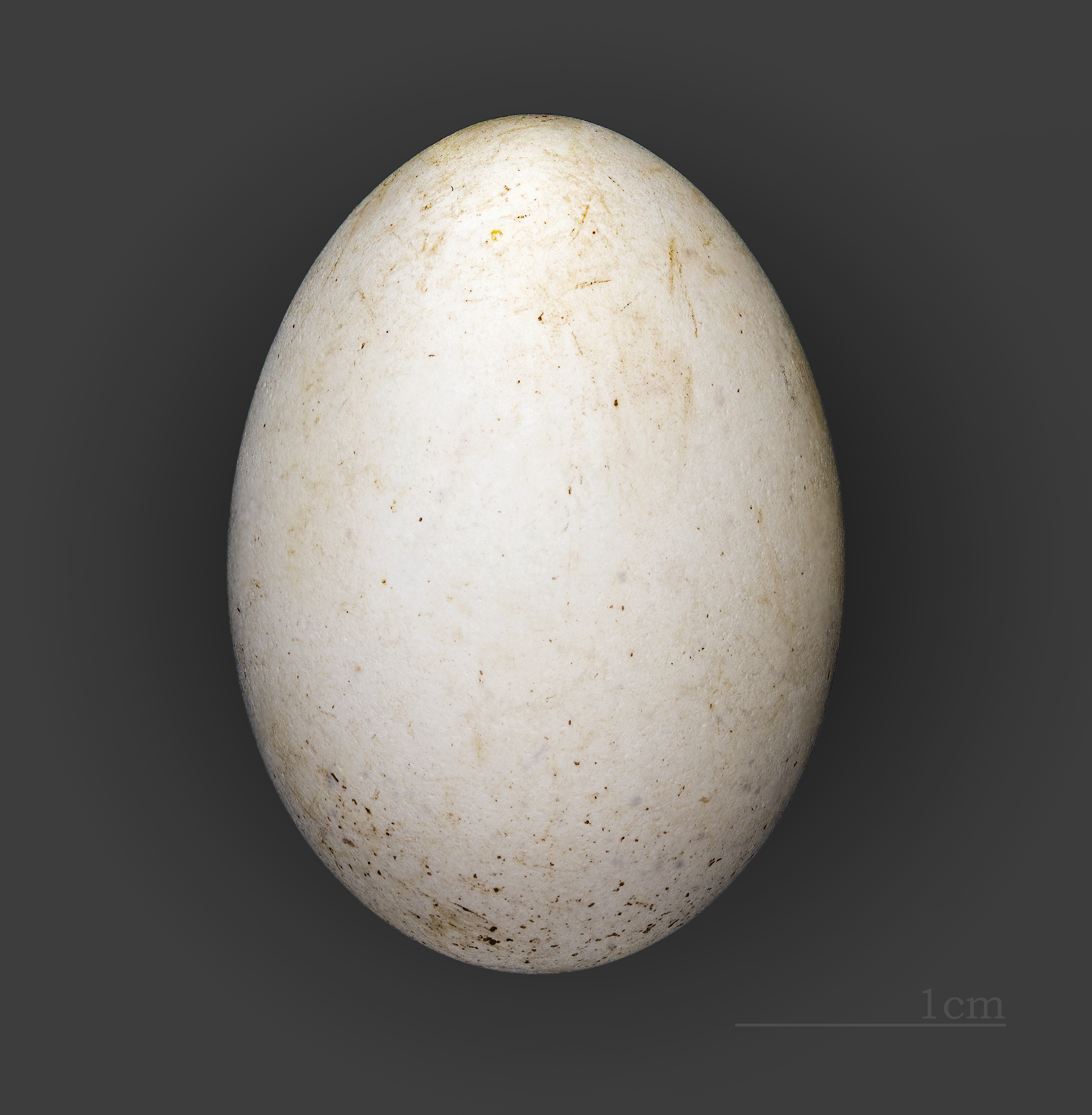
Ägg av klykstjärtad stormsvala.

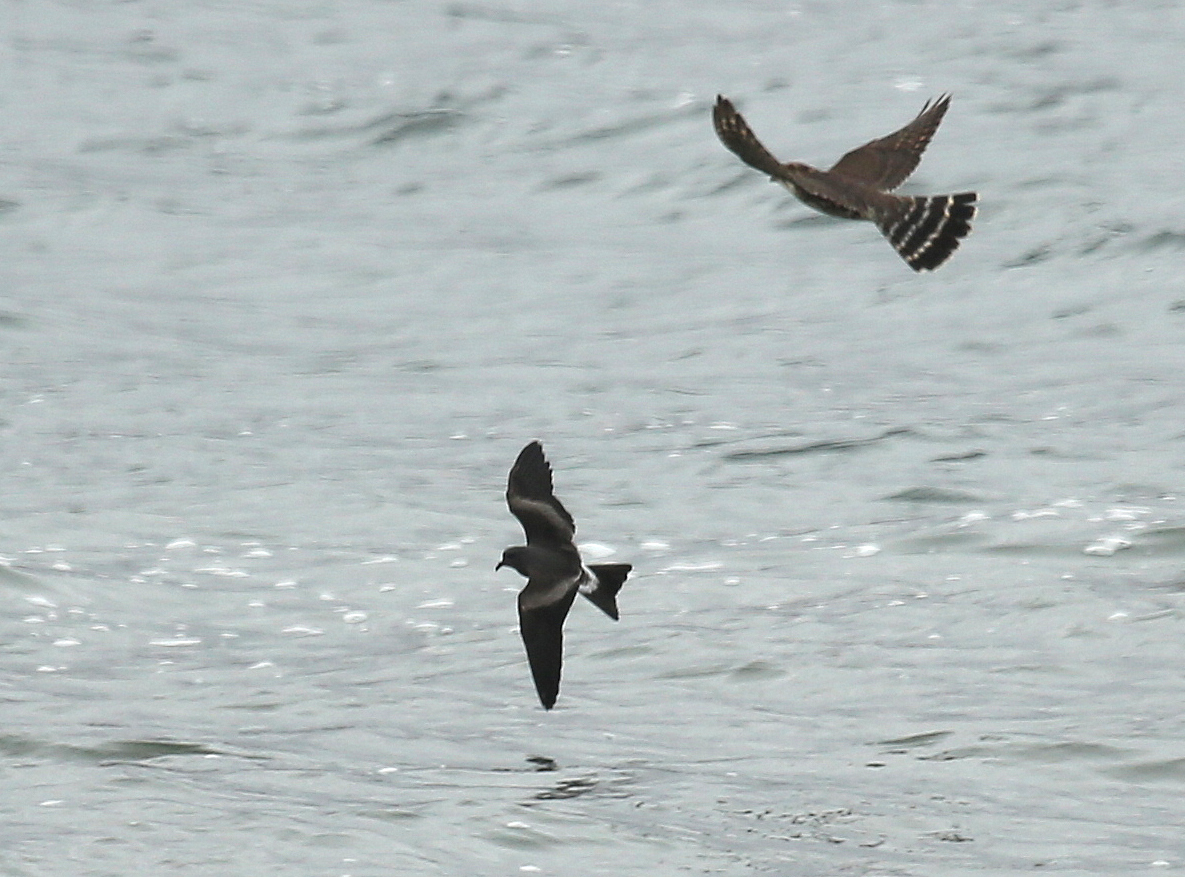
Klykstjärtad stormsvala attackerad av stenfalk.

Utanför häckningssäsongen lever den helt till havs, vilket tillsammans med dess avlägsna häckningsplatser gör att den ganska sällsynt observeras från land. Vid storm kan den uppträda vid kusten och då kan den ses flyga i djupa vågdalar. Till skillnad från stormsvalan följer klykstjärtade stormsvalan inte efter båtar.
Klykstjärtad stormsvala kan bli över 20 år gammal.

## Status och hot
Den globala populationen av klykstjärtad stormsvala minskar. Tillgängliga data indikerar att arten mellan åren 1977 och 2016 minskade med 30 procent, varför IUCN idag kategoriserar den som sårbar (VU).